# Fédération internationale de pelote basque
La Fédération internationale de pelote basque (en espagnol : Federación Internacional de Pelota Vasca, FIPV) est une association sportive dont l'objet est de gérer et de promouvoir la pratique de la pelote basque dans le monde. Elle organise notamment les grands événements internationaux comme les championnats du monde de pelote basque. Fondée le 19 mai 1929 à Buenos Aires en Argentine, le siège de la fédération internationale se situe à Pampelune, en Espagne, depuis 2003. L'actuel Président est le Mexicain Xavier Cazaubon. La FIPV est reconnue par le Comité international olympique.
La FIPV reconnaît 12 spécialités pour quatre aires de jeu (trinquet international, murs à gauche de 30 m, 36 m et 54 m). 
Dans le cadre du projet baptisé « frontón 2020 », la FIPV tente actuellement de simplifier l'ensemble en ne conservant qu'une seule aire de jeu (le fronton mur à gauche) et seulement quatre spécialités (main nue, paleta gomme creuse, paleta cuir et frontenis), espérant ainsi voir la pelote basque se développer sur le plan international et devenir sport olympique.

## Comité exécutif 2017-2018
- Président : Xavier Cazaubon ( Mexique)[3]
- Premier Vice-président :  Marcello Filipeli ( Uruguay)
- Secrétaire général : Julián García ( Espagne)
- Vice-présidents : José Berbegal ( Espagne), Javier Martin del Burgo ( Espagne), Catherine Bedecarrax  ( France), Lilou Echeverria ( France),
- Trésorier : Miguel Ángel Pozueta ( Espagne)

### Anciens présidents
- Dominique Boutineau ( France)

## Modalités internationales officielles
La FIPV reconnaît les 12 spécialités ci-dessous.
| Modalités de jeu    | Trinquet "international"                                     | Fronton mur à gauche                                                             |
| ------------------- | ------------------------------------------------------------ | -------------------------------------------------------------------------------- |
| Main nue            | ➜ en individuel (40 points) ➜ par équipe de deux (40 points) | ➜ en individuel (22 points) ➜ par équipe de deux (22 points) (mur à gauche 36 m) |
| Xare                | ➜ par équipe de deux (45 points)                             | ×                                                                                |
| Cesta punta         | ×                                                            | ➜ par équipe de deux (35 points) (jaï-alaï 54 m)                                 |
| Paleta gomme creuse | ➜ par équipe de deux (30 points)                             | ➜ par équipe de deux (25 points) (mur à gauche 30 m)                             |
| Frontenis           | ×                                                            | ➜ par équipe de deux (30 points) (mur à gauche 30 m)                             |
| Pala corta          | ×                                                            | ➜ par équipe de deux (40 points) (mur à gauche 36 m)                             |
| Paleta cuir         | ➜ par équipe de deux (40 points)                             | ➜ par équipe de deux (35 points) (mur à gauche 36 m)                             |

## Fédérations nationales
La FIPV est constituée de 27 fédérations nationales.
| Fédération                                               | Pays                   |
| -------------------------------------------------------- | ---------------------- |
| Confederación Argentina de Pelota                        | Argentine              |
| Fédération Belge Francophone de Pelote Basque            | Belgique               |
| Federación Boliviana de Pelota de Mano, Paleta y Raqueta | Bolivie                |
| Sociedade Brasileira de Pelota Vasca                     | Brésil                 |
| Association Canadienne de Sports de Fronton (A.C.S.F.)   | Canada                 |
| Federación Chilena de Pelota Vasca                       | Chili                  |
| Asociación de Pelota Vasca de Costa Rica                 | Costa Rica             |
| Federación Cubana de Frontón                             | Cuba                   |
| Federación Ecuatoriana de Pelota Nacional y Vasca        | Équateur               |
| Federación Española de Pelota (FEPelota)                 | Espagne                |
| United States Federation of Pelota                       | États-Unis             |
| Fédération française de pelote basque (FFPB)             | France                 |
| Hellenic Federation of Basque Pelota (HFBP)              | Grèce                  |
| Asociación de Frontón de Guatemala                       | Guatemala              |
| All India Pelota Vasca Federation                        | Inde                   |
| Federazione Italiana Palla Pugno (FIPAP)                 | Italie                 |
| Federación Mexicana de Frontón                           | Mexique                |
| Asociación Nicaragüense de Frontón                       | Nicaragua              |
| Confederación Paraguaya de Pelota                        | Paraguay               |
| Koninklijke Nederlandse Kaats Bond                       | Pays-Bas               |
| Federación Deportiva Peruana de Paleta Frontón           | Pérou                  |
| Federación de Pelota Vasca de Filipinas                  | Philippines            |
| Federación de Frontón de Puerto Rico INC.                | Porto Rico             |
| Federación Dominicana de Pelota Vasca                    | République dominicaine |
| Sección Pelota Vasca del Centro Español de El Salvador   | Salvador               |
| Federación Uruguaya de Pelota                            | Uruguay                |
| Federación Venezolana de Pelota Vasca                    | Venezuela              |